# Krum
Krum (en búlgaro: Крум; siglo VIII-13 de abril de 814) gobernó Bulgaria después del kniaz Kardam entre el año 803 y el de su fallecimiento, fundando una nueva dinastía. Hay hipótesis sobre su origen; una presume que su familia procedía de los protobúlgaros panónicos. Fue el primer gobernante que llevó el título de Kana subigi.
Las descripciones de historiadores bizantinos hicieron que adquiriera una reputación de crueldad y barbarie. Sin embargo, posteriormente, se convirtió en realce de sabiduría. Krum fue uno de los más grandes monarcas medievales búlgaros. Durante su gobierno Bulgaria reforzó su posición en los Balcanes y en Europa, gracias a sus numerosas victorias en el campo de batalla. Krum comenzó a involucrar a los eslavos en el poder, aprobando las primeras leyes en el Estado búlgaro y comenzó la reforma administrativa.

## Orígenes familiares
Hay dos hipótesis sobre el origen de la familia de Krum. Según la primera, su familia provenía de Panonia, donde había estado al servicio de los ávaros; según la segunda, y más popular, Krum nació en Macedonia. Su padre, Toktu, era miembro de una familia noble protobúlgara que incluso se convirtió en gobernante de Bulgaria entre 766 y 767. Lo más probable es que perteneciera a la rama de Dulo que se estableció en Macedonia, que encabezaba Kuber y que formó un estado búlgaro con una importante influencia eslava. Cabe destacar que el nombre Krum es de origen iranio.

## Ascensión al trono y establecimiento de nuevas fronteras

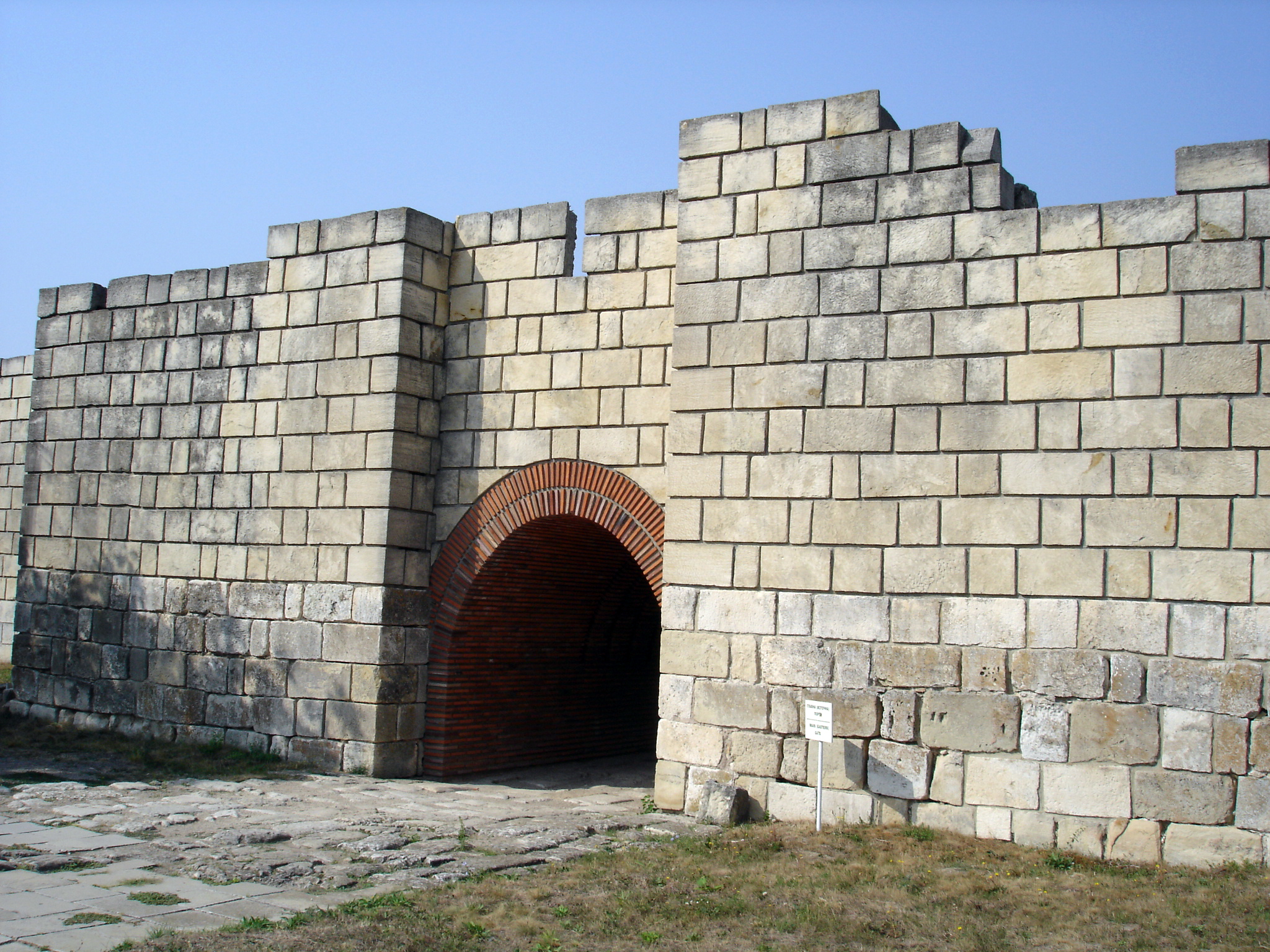
Entrada a la fortaleza de Pliska, capital del kanas Krum.

Krum ascendió al trono después de 796, pero antes de 803. Alrededor de 805, los ávaros  fueron derrotados por los francos del emperador Carlomagno.
En 803 las tierras desde los bosques vieneses hasta el Tisza estaban sometidas al emperador franco. Las vastas tierras entre el río Tisza, los Cárpatos y el río Dniéster, junto con la actual Transilvania, quedaron bajo el control de Krum después de una batalla contra los ávaros. Se sabe que el conflicto se prolongó hasta el año 807; al mismo tiempo, es probable que Krum tomara las tierras del viejo estado búlgaro que había fundado el kanas Asparukh y se declaró jefe supremo de Pliska. De esta manera se convirtió en el líder de un país poderoso que se extendía desde Tracia hasta los Cárpatos meridionales y del Dniéster al Tisza, entre el Imperio bizantino y el franco.

## Guerra con Bizancio

### Conflicto con Nicéforo I
Los movimientos enérgicos del kanas de los búlgaros comenzaron a preocupar a sus vecinos del sur. En el año 807 el emperador bizantino Nicéforo I mandó una expedición contra los búlgaros. A mitad de camino (cerca de Adrianópolis) se vio obligado a volver, porque se enteró de una conspiración que se estaba urdiendo en su capital. En respuesta a las maniobras del emperador, Krum dio ayuda a los rebeldes eslavos; los habitantes del valle del río Estrimón destruyeron la unidad enviada en ayuda de los bizantinos y unieron su territorio a los dominios de Krum.
En 809 Krum puso sitio a Serdica (Sofía), a pesar de las impresionantes fortificaciones y de la numerosa guarnición; tomó la plaza e hizo pasar por las armas a varios defensores y civiles que no querían rendirse. Muchos oficiales bizantinos, entre ellos un ingeniero árabe llamado Eumathius, se rindieron ante los búlgaros. La fortaleza fue arrasada y la guarnición masacrada. El triunfo de Krum se vio ensombrecido por la expedición de represalia del emperador Nicéforo, cuyo ejército marchó a través del territorio búlgaro, alcanzó Pliska —la capital— y, al parecer, la conquistó. Este hecho lo describió el emperador en una carta que envió a Constantinopla en la que anunciaba el triunfo. A pesar de esto, el historiador bizantino y testigo contemporáneo, Teófanes el Confesor, niega que se consiguiese la toma de la capital búlgara durante la expedición que se llevó a cabo. En el camino de regreso, el ejército bizantino se detuvo en Serdica, donde el emperador ordenó a los soldados que la reconstruyeran. La guarnición de la fortaleza fue asentada en Asia, después de que el ejército imperial regresara victorioso a Constantinopla.

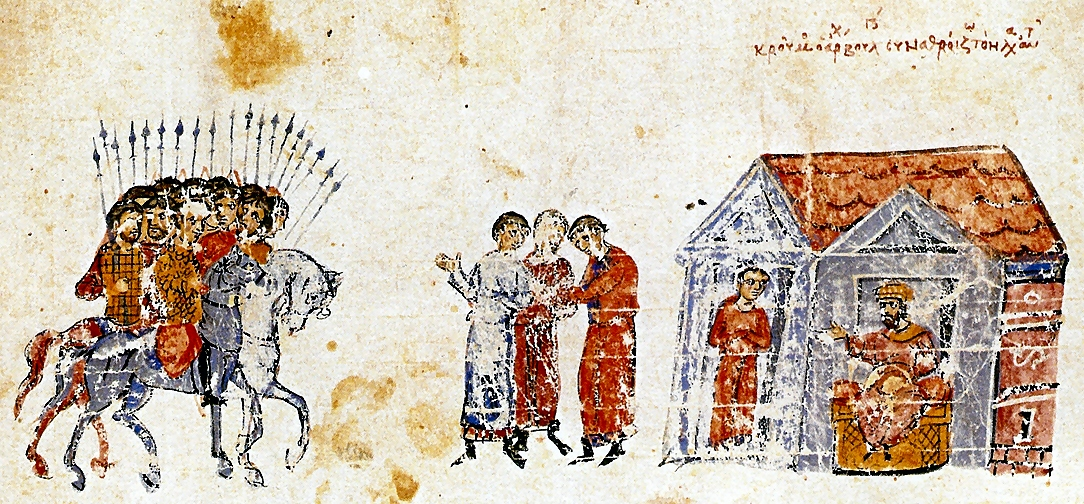
Krum reúne a su pueblo.

A pesar de que terminó la reconstrucción de la destruida fortaleza, la campaña de 809 no eliminó el peligro de los búlgaros en el extremo norte del imperio. Durante esta campaña, el emperador no había podido enfrentarse con el ejército del kanas, por lo que el poder búlgaro permaneció intacto. Reconstruir Serdica y dotarla de una nueva guarnición no bastó para restaurar del dominio bizantino sobre la ciudad y el valle del río Estrimón. Se sabe que a partir del año 809 una parte del territorio estuvo incluido en el Estado búlgaro. La destrucción de la ciudad por las tropas de Krum hace entender que, inicialmente, el kanas no tenía intención de incorporarla a sus dominios y que sólo quería eliminar uno de los bastiones más fuertes que formaban la defensa fronteriza bizantina. Sin embargo, poco después de la reconstrucción de Serdica, el kanas recuperó el control del territorio, y rebautizó la ciudad con el nombre de «Sredets», que mantuvo hasta el año 1376. Derivaba de la palabra eslava «centro» (en búlgaro «medio»), evidenciando que la intención del kanas era la de unir las tierras habitadas por sus vecinos eslavos del sur a su país, ya que la anexión dejaba a la ciudad de Sredets geográficamente en el centro de sus dominios.
Al darse cuenta de que la única opción para detener el expansionismo del kanas en la región de Macedonia y recobrar el territorio que le había arrebatado el Estado búlgaro sería destruir al reino búlgaro o, al menos, debilitar su poder, en mayo de 811, el emperador Nicéforo y su hijo Estauracio hicieron otra campaña en el territorio búlgaro.
A finales de junio de 811 el gran ejército bizantino acampó en las inmediaciones de la ciudad fronteriza de Marcelae y las tropas permanecieron en el lugar no menos de quince días. Krum entonces solicitó la paz, dispuesto a ceder en casi todo. Sin embargo, para poner fin a la amenaza búlgara de una vez por todas, Nicéforo cruzó la frontera con un poderoso ejército; marchó contra Pliska sin hacer caso de la oferta de paz hecha por el kanas. Su ejército logró evitar las emboscadas búlgaras en los montes Balcanes y derrotó a un ejército enemigo de doce mil hombres que trató de detener su avance en Moesia. La guarnición búlgara de unos trece mil hombres fue arrollada y sucumbió hasta el último hombre. Otro ejército (de aproximadamente cincuenta mil soldados), que el kanas envió en socorro fue aplastado también ante los muros de la capital búlgara.

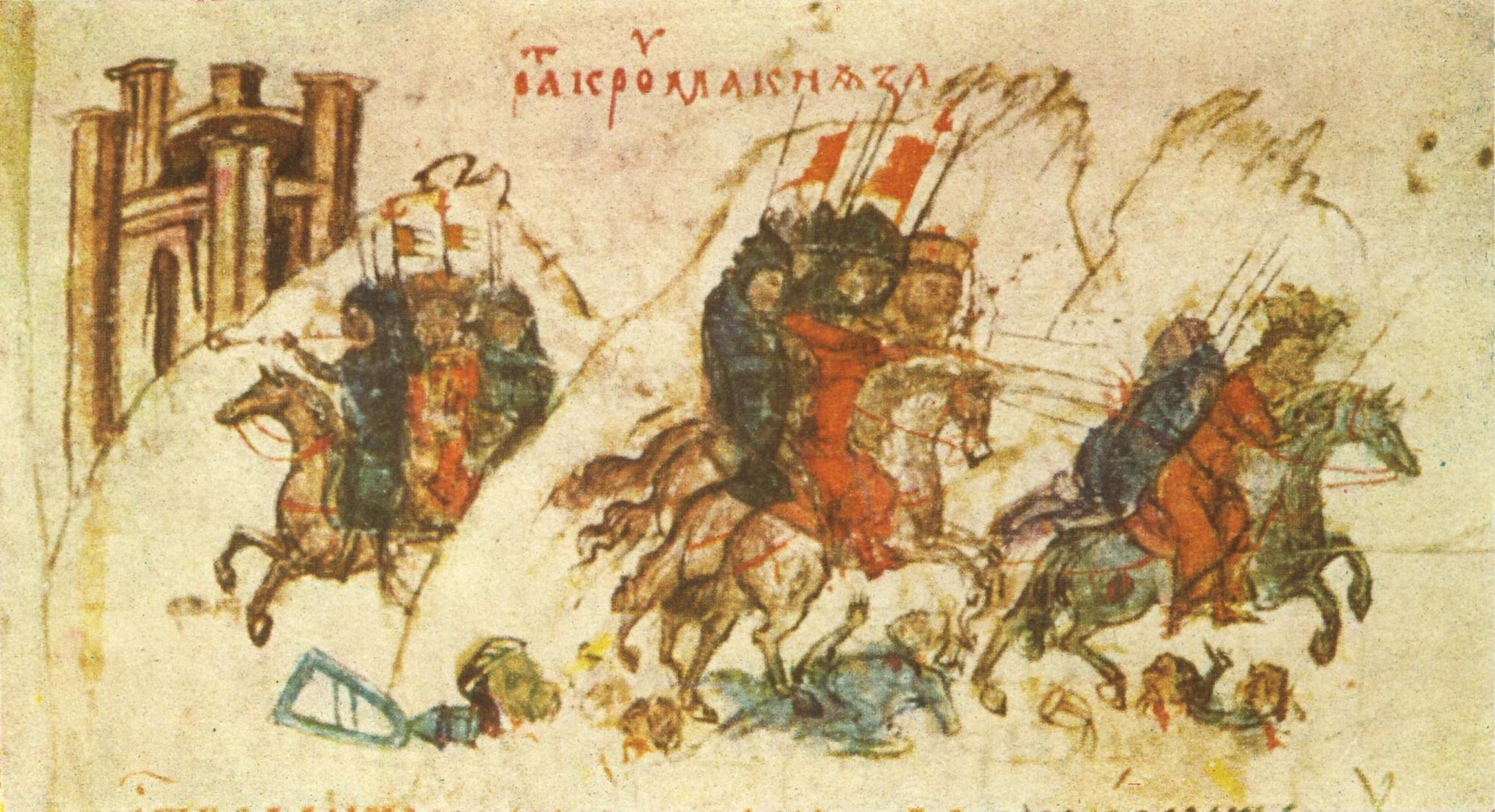
Batalla de Pliska, 811.

El 20 de julio entró el ejército en la capital, donde los soldados tuvieron libertad para saquear lo que hubiera en ella y en su comarca, incluidas las cavas privadas de Krum y los boyardos de la corte búlgara. Después el palacio real y la mayor parte de la ciudad fueron incendiados de forma premeditada. El tesoro del kanas pudo encontrarse y se repartió raudo entre los soldados y oficiales, aunque una parte importante pasó a las arcas del Tesoro imperial. El emperador volvió a perpetrar sanguinarias matanzas en la ciudad de Pliska: entre otras cosas, «ordenó llevarse a los niños pequeños, atarlos sobre la tierra y hacer pasar sobre ellos piedras de moler grano para triturarlos». Durante su estancia en la capital del kanas, este hizo una segunda oferta de paz al emperador bizantino: «Observa, tú has triunfado. Toma aquello que desees y marcha en paz». Nicéforo no se dignó contestar. El ejército imperial saqueó toda Pliska, los soldados mataron el ganado, quemaron las aldeas y destruyeron las reservas de alimentos.  Nicéforo, decidido a acabar de una vez para siempre con el reino búlgaro, persiguió al kanas, que había huido con su gente a las montañas. La marcha era, por ende, muy lenta. En ningún momento se encontraba resistencia seria. Se alcanzó la cordillera balcánica y, sin muchas precauciones, las tropas se introdujeron en un amplio valle en torno al tramo inicial de uno de los ríos que se originan allí; tal vez el correspondiente al que ahora se conoce con el nombre de «Tica». El kanas no había permanecido inactivo. De hecho, todo apunta a que tenía la ventaja de una buena información y recursos económicos importantes. Al parecer, sabía de antemano cuáles eran los objetivos del emperador. Después supo mantener vigías que siguieron con precisión los movimientos de la parte más importante del ejército bizantino y consiguió que las noticias le llegaran casi al momento. Con oro y promesas obtuvo también el apoyo de un número muy importante de mercenarios ávaros y eslavos.

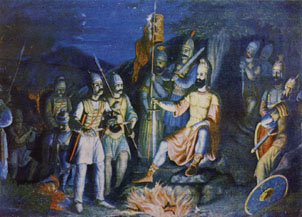
El kanas Krum recibe la cabeza del emperador bizantino Nicéforo I.

La información de Nicéforo y sus comandantes, casi seguro, representaba el extremo opuesto. Estaban convencidos de haber aniquilado la mayor parte de las huestes del kanas y suponían a este huyendo hacia el norte para no ser capturado. También creían que la población búlgara estaba completamente asustada e inerme. Hacia el 23 de julio, el ejército bizantino ocupó el centro de la cuenca del Tica y a buen seguro se desplegó para comenzar el saqueo y destrucción de granjas y pueblos en donde abundaba el agua, la caza, los pastos y el ganado. Al día siguiente, los mandos imperiales recibieron la noticia de que las salidas sur y norte del territorio estaban bloqueadas por unas descomunales empalizadas con foso. Las alturas estaban ocupadas por guerreros que se dejaban ver y cuyo número seguramente aumentaba a cada hora que pasaba.
Entrando en pánico, el emperador declaró en repetidas ocasiones a sus compañeros: «Incluso si tuviéramos alas, ninguno de nosotros podría escapar a la muerte...». En la madrugada del 26 de julio los bizantinos se vieron atrapados por empalizadas al frente y en la retaguardia en el paso Varbitsa. Nicéforo fue asesinado en la batalla junto con muchas de sus tropas; era el primer emperador en morir en el campo de batalla en más de quinientos años, mientras que su hijo Estauracio fue salvado por la Guardia imperial, que le retiró del campo de batalla, después de recibir una herida paralizante en el cuello. Krum ejerció la máxima ostentación de su triunfo. El cuerpo de Nicéforo fue empalado y expuesto durante días, ante búlgaros y cautivos. Después le seccionaron la cabeza, y la calota descarnada se cubrió de plata para confeccionar una copa con la que, se dice, el kanas brindaba a la salud de sus boyardos y los jefes eslavos en los banquetes. Esto aumentó su reputación de brutalidad, y junto con sus invasiones posteriores y saqueos de los territorios bizantinos, le valieron el sobrenombre de «Nuevo Senaquerib».

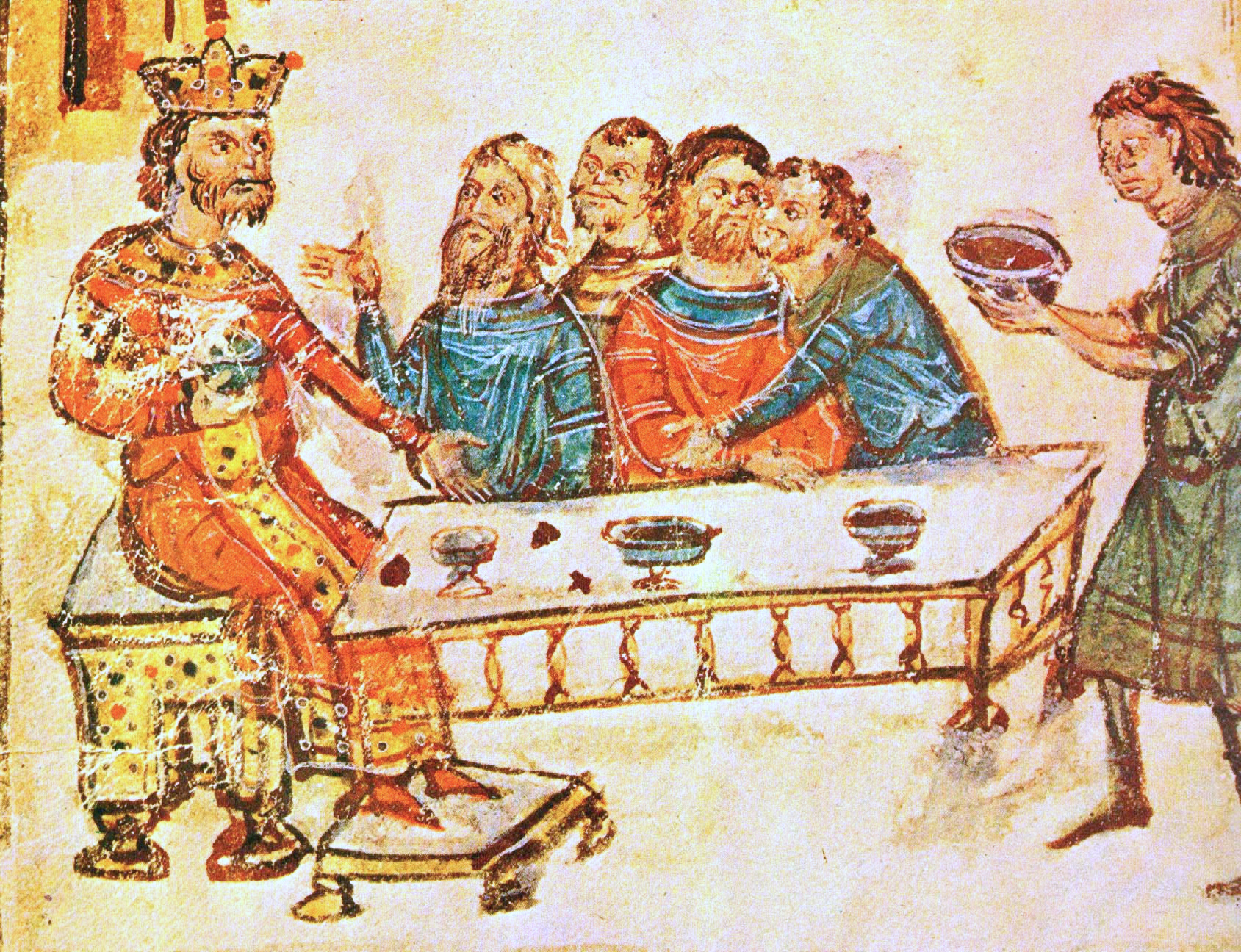
El kanas Krum celebra con una copa de cráneo, hecha de la cabeza del emperador Nicéforo I, después de la victoria en la batalla de Pliska.

### Conflicto con Miguel I Rangabé
Estauracio se vio obligado a abdicar después de un breve reinado (murió de sus heridas en 812); le sucedió su cuñado Miguel I Rangabé. En 812 Krum invadió la Tracia bizantina; tomó Develtos y ahuyentó a la población de las fortalezas cercanas, que huyó a Constantinopla. Desde esta posición de fuerza, Krum ofreció un retorno a la paz de 716. No dispuesto a poner en riesgo su autoridad por debilidad, el nuevo emperador Miguel se negó a aceptar la propuesta; aparentemente se oponía a la cláusula de intercambio de desertores. Para aplicar más presión sobre el emperador, Krum asedió y se adueñó de Mesembria (Nesebar) en el otoño de 812.

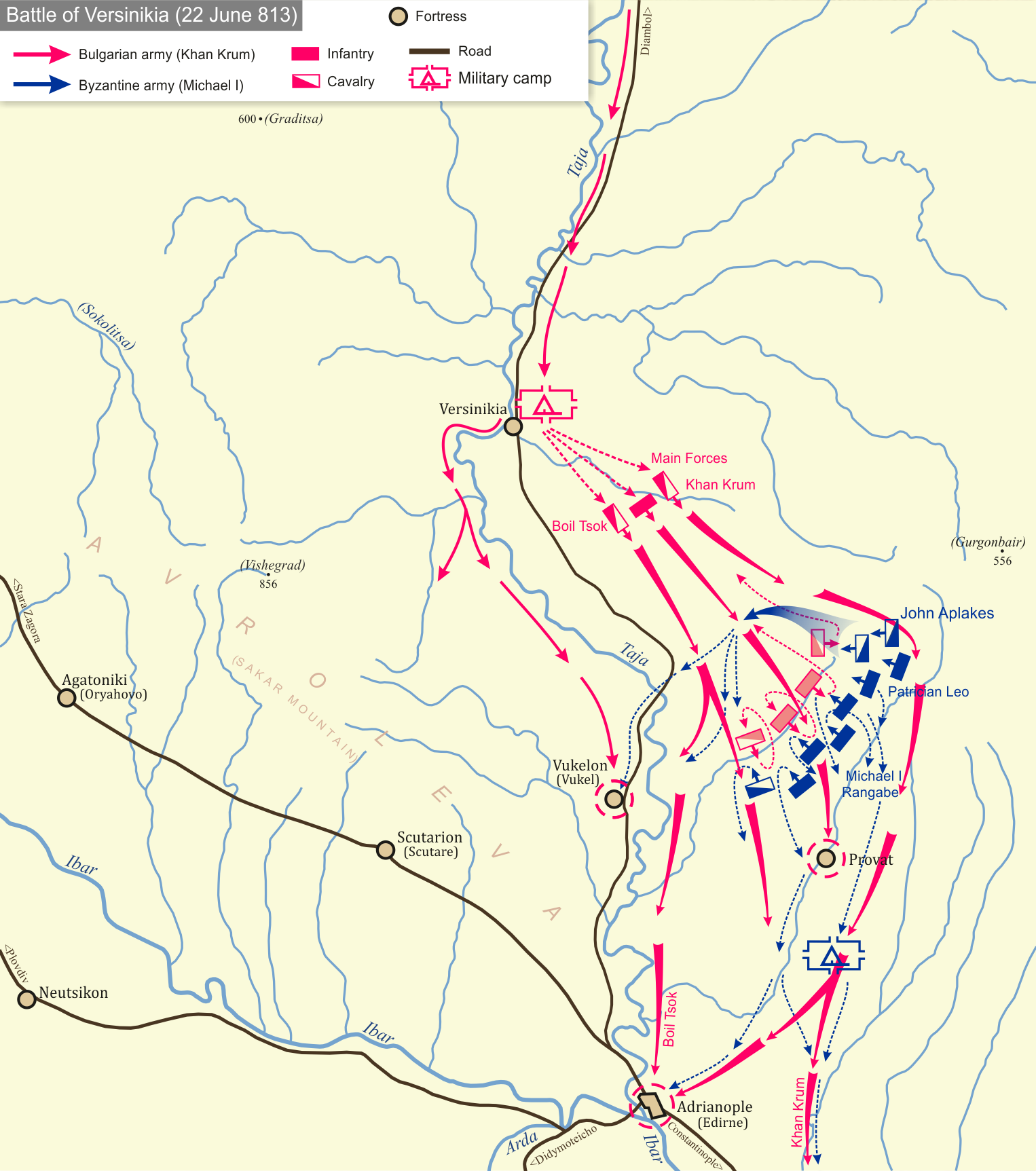
Batalla de Versinikia.

En febrero de 813 los búlgaros atacaron Tracia, pero fueron repelidos por las fuerzas del emperador. Animado por este éxito, Miguel reunió tropas de todo el imperio y se encaminó con ellas al norte, con la esperanza de obtener una victoria decisiva. Krum condujo a su ejército al sur, hacia Adrianópolis y acampó cerca de Versinikia. Miguel alineó a su ejército contra el de los búlgaros, pero ninguno se decidió a acometer al otro por dos semanas. Finalmente, el 21 de junio de 813, los bizantinos atacaron, pero fueron rechazados, e inmediatamente se dieron a la fuga. La caballería de Krum los persiguió; la derrota de Miguel fue completa y Krum avanzó hacia Constantinopla, que asedió por tierra. Desacreditado, Miguel se vio obligado a abdicar y hacerse monje; fue el tercer emperador bizantino eliminado por Krum en dos años.

### Conflicto con León V el Armenio
El nuevo emperador León V el Armenio se ofreció a negociar, y organizó una reunión con Krum. Cuando este acudió a la cita, fue emboscado por los arqueros bizantinos y herido mientras escapaba. Furioso, Krum asoló los alrededores de Constantinopla y regreso a su hogar, conquistando de camino Adrianópolis y deportando a sus habitantes (incluyendo a los padres del futuro emperador Basilio I) allende el río Danubio. A pesar de la llegada del invierno, Krum aprovechó el buen tiempo para enviar una fuerza de treinta mil hombres a Tracia, que se apoderaron de Arcadiopolis e hicieron unos cincuenta mil cautivos que nuevamente desterraron a las tierras búlgaras al norte del Danubio. El saqueo de Tracia enriqueció a Krum y a su aristocracia, y permitió el uso de los elementos arquitectónicos saqueados de las ciudades en la reconstrucción de Pliska; también se dedicaron a reconstruir la ciudad los artesanos deportados.

## Muerte
Krum pasó el invierno preparando una gran ofensiva contra Constantinopla; un rumor puso en alerta a la población de la capital bizantina: se afirmaba que Krum traía un amplio equipo de sitio (torres de asedio, catapultas gigantes, arietes y escalas), que estaba siendo transportado en cinco mil carretas. Sin embargo, antes de partir, el kanas murió sorpresivamente. La verdadera causa de su fallecimiento se desconoce. Cronistas bizantinos escribieron que Krum había sido abatido por la «Mano de Dios por los muchos pecados que había cometido contra los romanos». Según una hipótesis, tuvo un ataque al corazón, y de acuerdo con otra, fue asesinado por sus propios boyardos; una tercera asevera que vomitó sangre. Le sucedió su hijo Omurtag.

## Legado

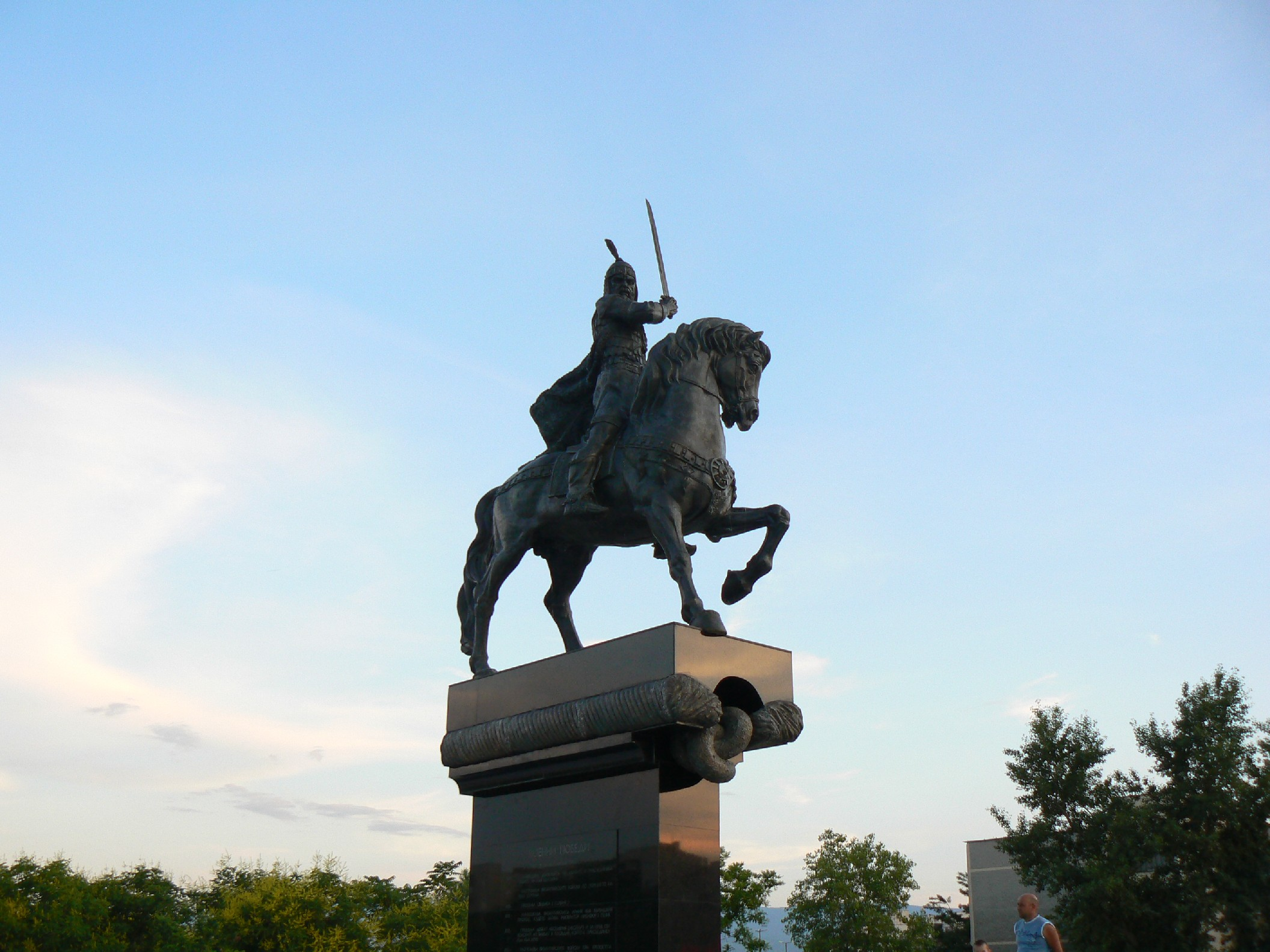
Estatua de Krum en Plovdiv.

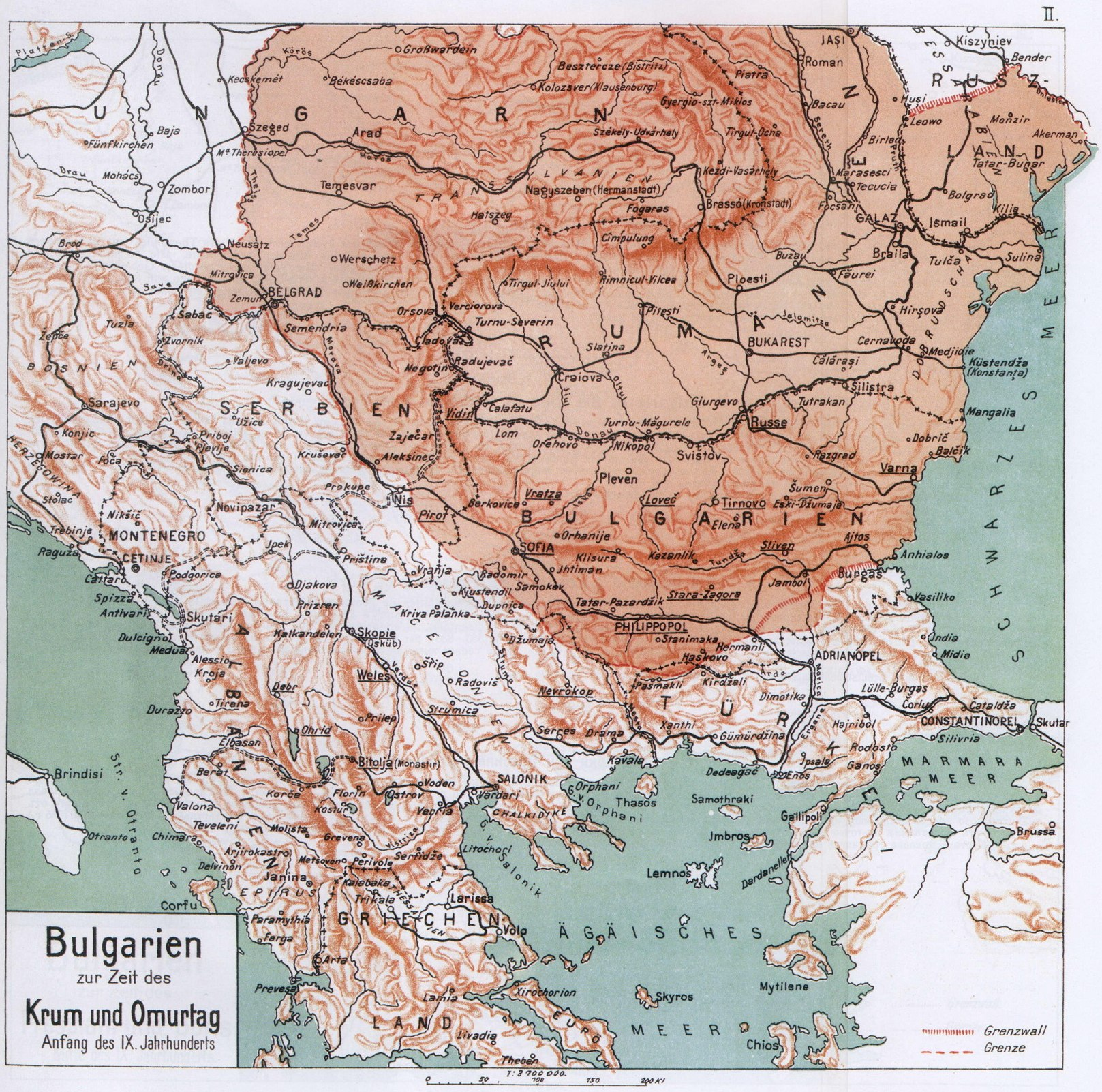
Expansión territorial búlgara durante el reinado del kan Krum (803-814).

El corto reinado del kanas Krum fue uno de los períodos de gloria en la historia búlgara. Medio siglo antes de su reinado, el país estaba envuelto en constantes guerras civiles y los bizantinos le habían infligido derrotas que a menudo repercutían en los asuntos internos del Estado búlgaro. Parecía que el Estado eslavo y búlgaro fundado por el kanas Asparukh y el Imperio búlgaro desaparecerían de las páginas de la historia. El poderío político de Krum permitió, por el contrario, restaurar Bulgaria y hacer de ella una potencia respetada. El territorio búlgaro había aumentado diez veces su tamaño en los últimos años, al tiempo que el Imperio Bizantino menguaba hasta quedar reducido a su núcleo. Junto con el Imperio de Carlomagno y el bizantino, Bulgaria fue en ese momento la tercera gran potencia política y territorial de Europa.
Krum es también conocido por las primeras leyes escritas de Bulgaria, en las cuales podemos ver uno de los primeros ejemplos de política social: aseguraban subsidios a los mendigos y proporcionaban protección frente a la pobreza a todos los búlgaros. Gracias a estas leyes, Krum es recordado como un monarca magnánimo, que reunió a eslavos y búlgaros en un Estado centralizado. Durante su reinado, se castigó severamente la embriaguez, la calumnia y el robo. Sus logros hallaron eco en la literatura europea, tanto en la obra de Montaigne como en la de Rabelais, quien describe el Estado de Krum como un país donde no existían la traición, la calumnia ni el robo.
| Predecesor: Kardam | Kanas de Bulgaria 803-814 | Sucesor: Omurtag |